# Fenster der Marienlitanei (Montdauphin)

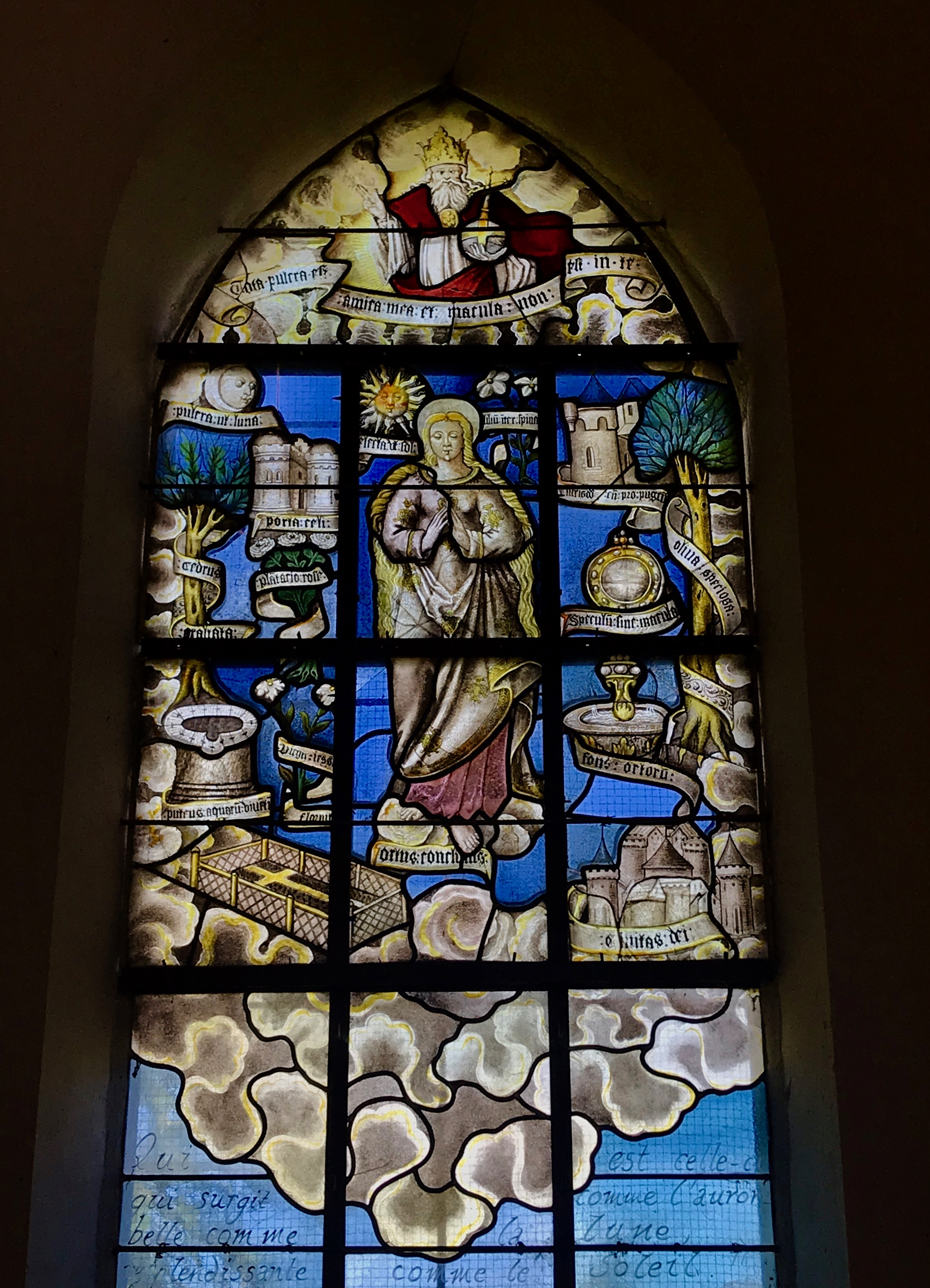
Fenster der Marienlitanei in Montdauphin

Das Fenster der Marienlitanei in der katholischen Kirche St-Loup in Montdauphin, einer französischen Gemeinde im Département Seine-et-Marne in der Region Île-de-France, wurde im 16. Jahrhundert geschaffen. Das Bleiglasfenster im Chor der Kirche ist seit 1917 als Monument historique in die Liste der geschützten Objekte (Base Palissy) in Frankreich aufgenommen.
Das circa zwei Meter hohe und einen Meter breite Fenster stellt im Maßwerk Gottvater dar, der Maria segnet. Maria ist umgeben von den Symbolen und Lobpreisungen aus der Lauretanischen Litanei, die auf den Spruchbändern zu lesen sind.
Bei der Restaurierung im Jahr 1921 wurde das Fenster im unteren Teil erneuert.